# 云和哺鸡竹
云和哺鸡竹（学名：Phyllostachys yunhoensis）为禾本科刚竹属下的一个种。

## 扩展阅读
- 維基物種上的相關：云和哺鸡竹